# Бугаевка (Винницкая область)
Бугаевка (укр. Бугаївка) — село в Винницком районе Винницкой области Украины. До 19 июля 2020 года входило в состав Оратовского района.
Расположено на левом берегу реки Роська (приток Роси) в 19 км к северу от пгт Оратов.
Код КОАТУУ — 0523180203. Население по переписи 2001 года составляет 325 человек. Почтовый индекс — 22622. Телефонный код — 4330.
Занимает площадь 1,502 км².
В селе сохранились руины усадьбы Феликса Шостаковского, постройки конца XIX века (дворец и парк). Во дворце в разные годы была школа, затем клуб, также использовался как жилье, а в 1960-х годах здесь была туберкулезная больница.

## Галерея

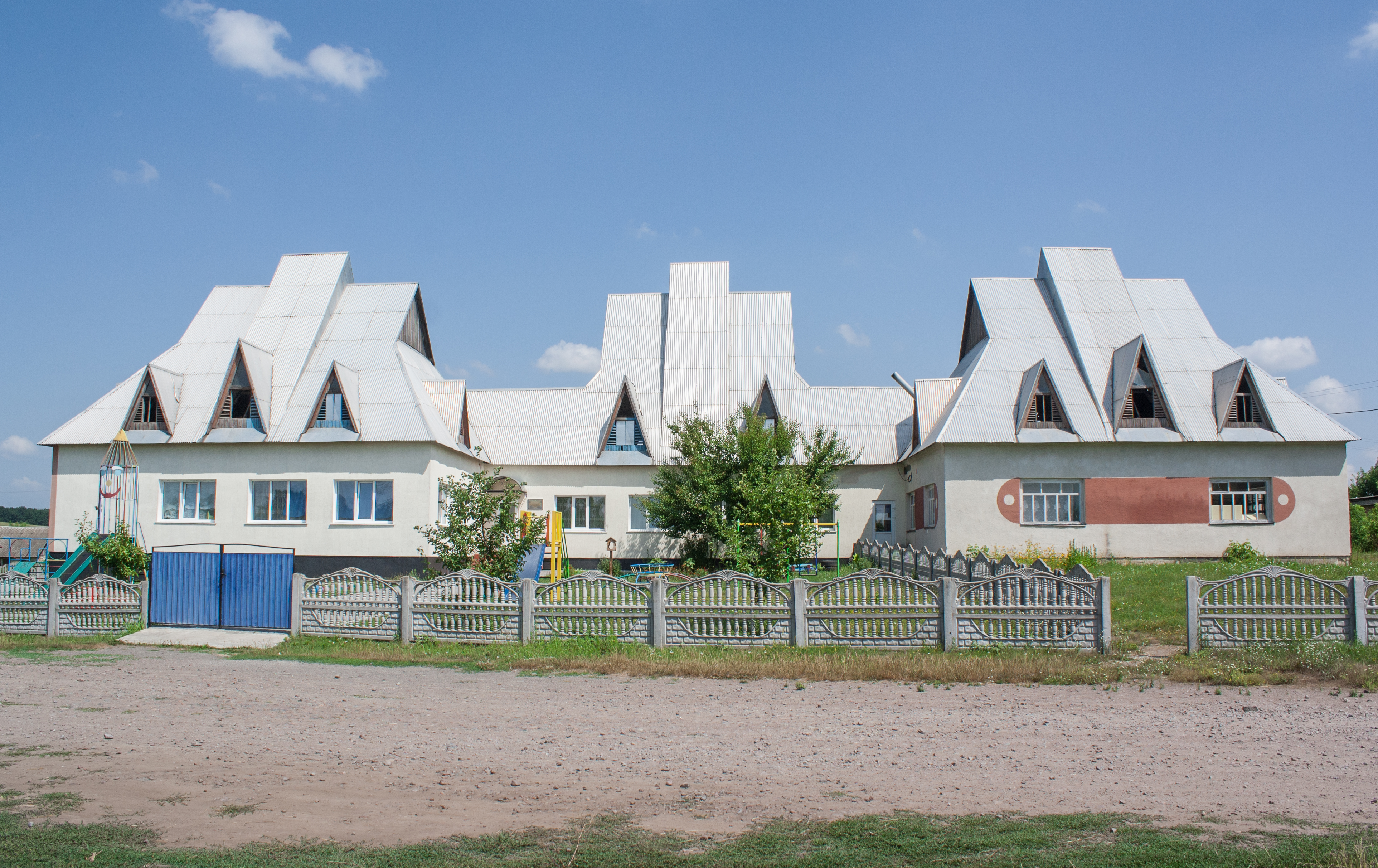
Детсад и фельдшерский пункт
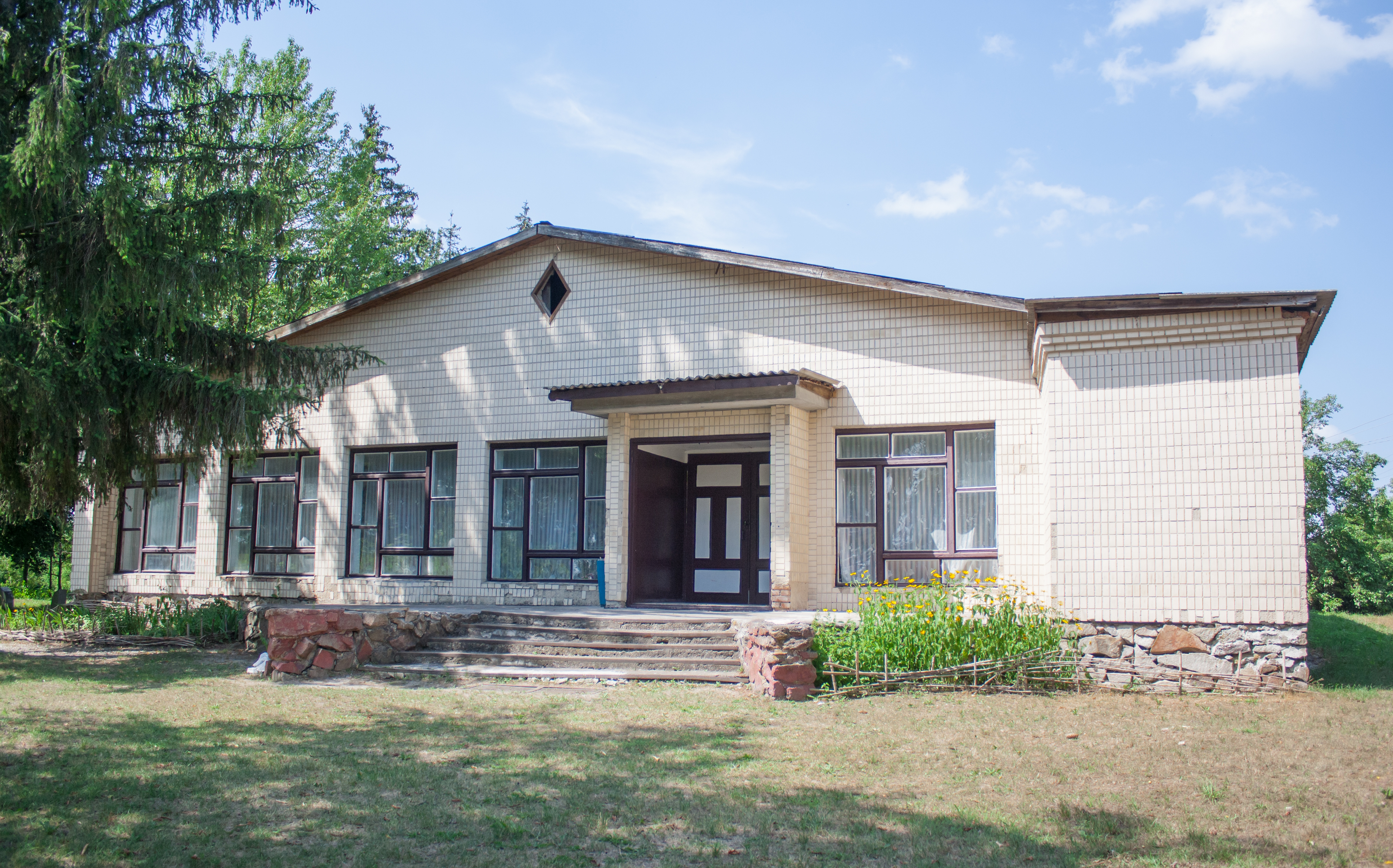
Дом культуры
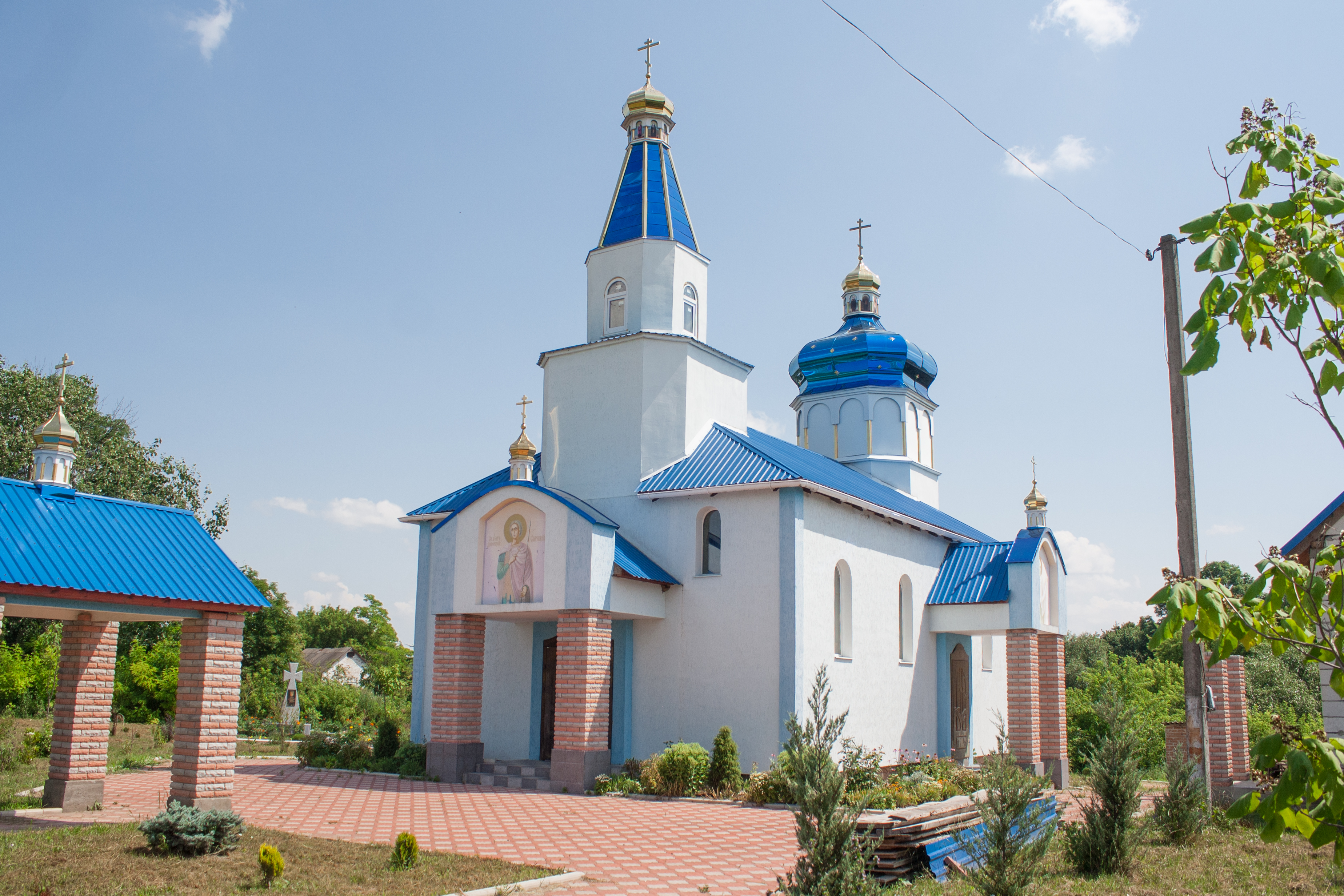
Церковь
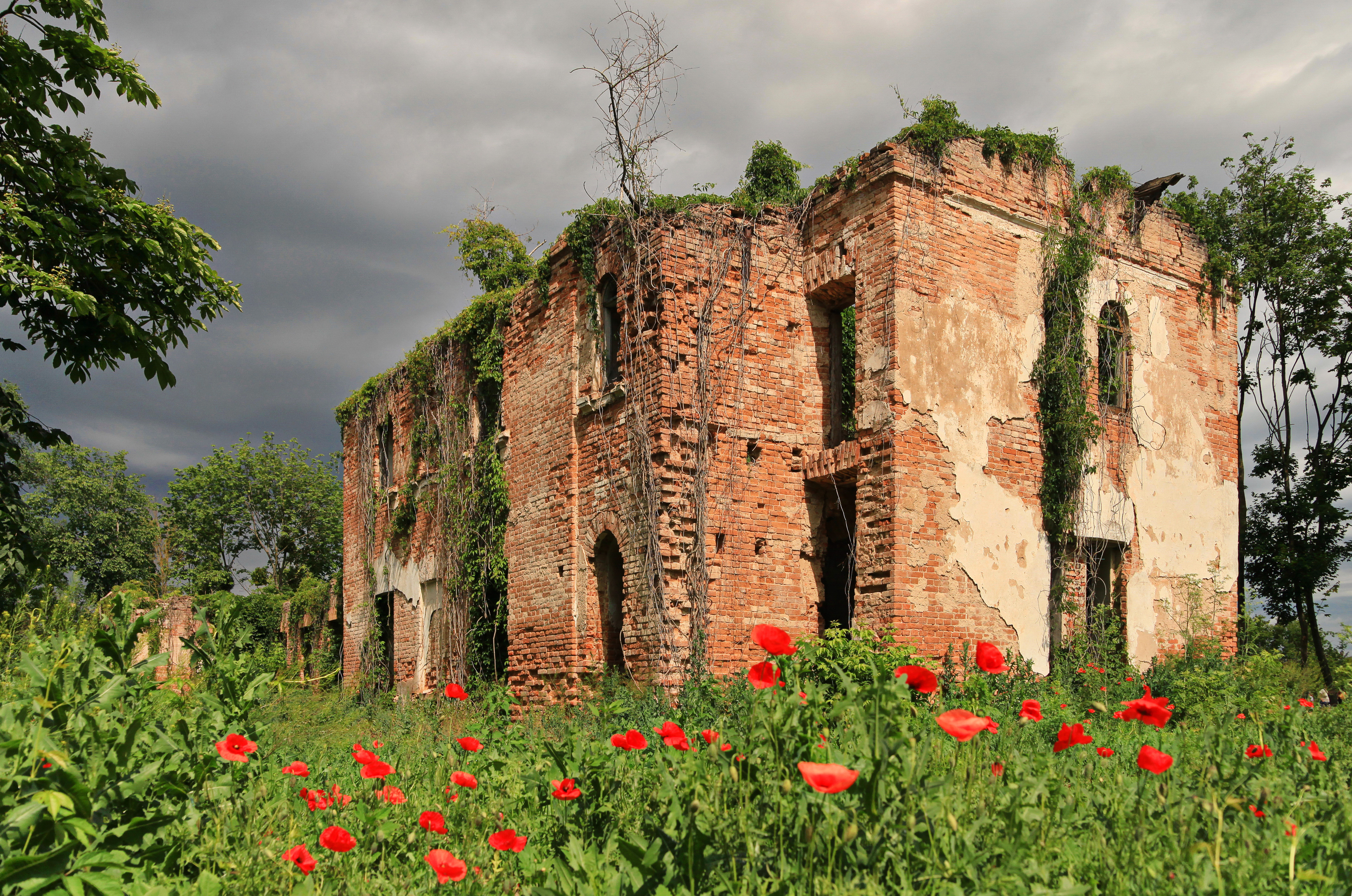
Руины усадьбы Шостаковского
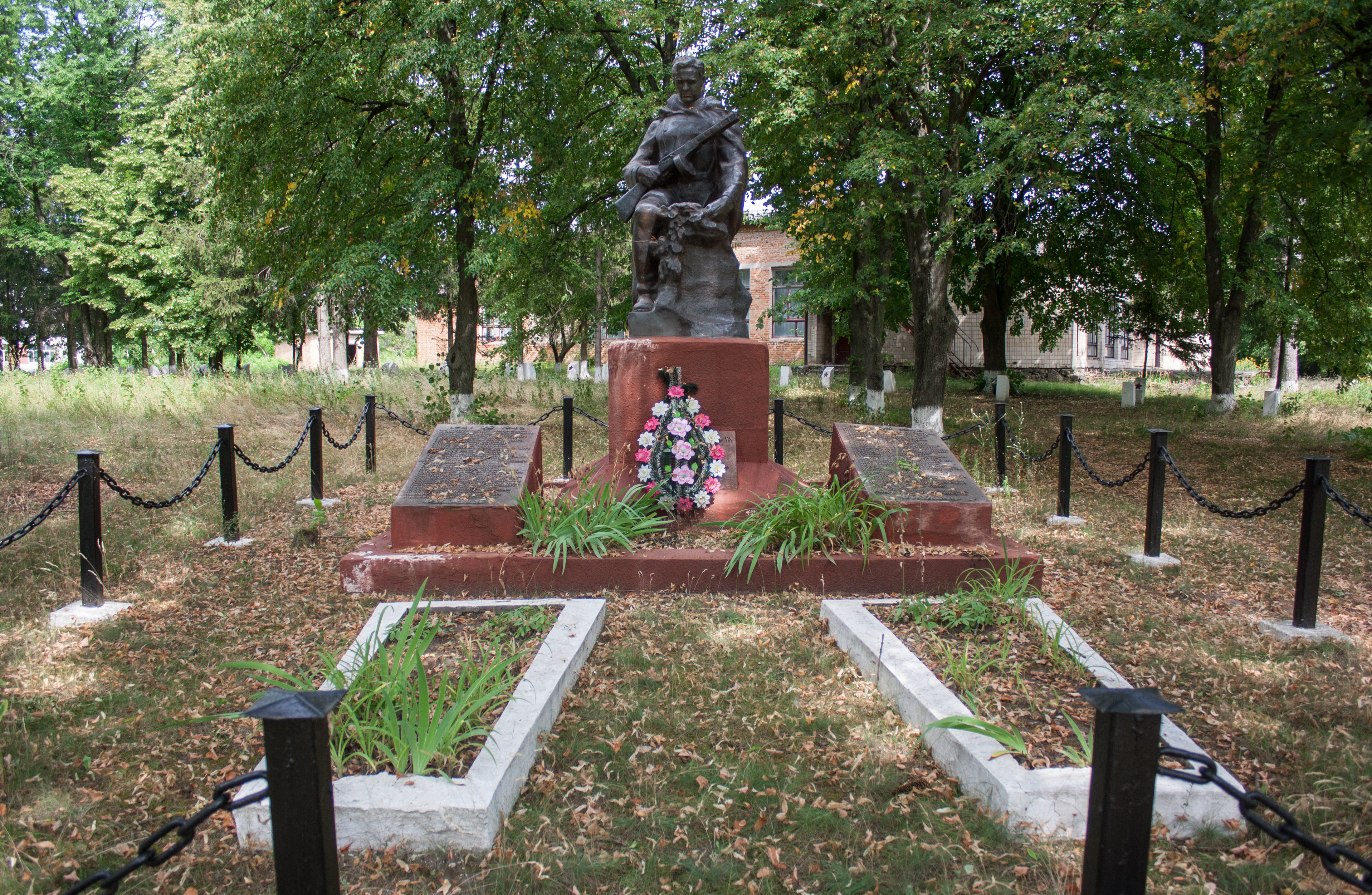
Братская могила советских воинов